# Mongolia en los Juegos Olímpicos de Albertville 1992
Mongolia estuvo representada en los Juegos Olímpicos de Albertville 1992 por cuatro deportistas masculinos que compitieron en dos deportes.
El portador de la bandera en la ceremonia de apertura fue el esquiador de fondo Ziitsagaany Ganbat. El equipo olímpico mongol no obtuvo ninguna medalla en estos Juegos.